# Кабир, Максим Ахмадович
Максим Кабир (род. 16 января 1983, Кривой Рог, Днепропетровская область) — украинский русскоязычный прозаик, поэт, сценарист, телеведущий, редактор авторских программ, лектор.

## Биография
Родился 16 января 1984 года в городе Кривой Рог.
Окончил среднюю школу № 45 в Кривом Роге.
Окончил Криворожский государственный педагогический университет по специальности учитель истории. На первом курсе университета начал писать стихи и дебютировал в рамках поэтического фестиваля «Молодое вино» в 2001 году. В 2002 году в издательстве «Стыцюк и сыновья» вышла первая книга стихов «Письма из бутылки», а через год в Киеве был опубликован второй сборник, «Татуировщик». В 2000-х годах играл в нескольких панк-группах. Участвовал и побеждал в слэм-батлах, был заместителем руководителя отдела прозы в Ассоциации криворожских литераторов, писал статьи для журнала XXL (Украина). Совместно с журналисткой Ольгой Хвостовой организовал и провёл поэтические фестивали «Рудi тексти» и «Рудi тексти-2». Позиционировался как лидер всеукраинского литературного объединения «Эротический марксизм».
К концу 2000-х годов отошёл от поэзии и сосредоточился на написании прозы в жанре хоррора. В 2013 году дебютировал на конкурсе «Чёртова дюжина», с тех пор опубликовал десятки рассказов в различных антологиях, таких как «Самая страшная книга», «Тёмная сторона…», «13 маньяков», «Пазл» и других. В 2018 году в издательстве «Астрель-Спб» вышел первый роман «Скелеты», до публикации удостоенный премии «Рукопись года». Написал новеллизацию российского фильма ужасов «Пиковая дама» и его сиквела, сценарии к ряду находящихся в разработке компьютерных игр. Автор литературного текста игры «Зайчик». Автор цикла страшных миниатюр «Короткие летние ночи кошмаров», создатель «Шотов» — микро-рассказов, состоящих из пятидесяти слов. Часто работает в соавторстве с белорусским прозаиком Дмитрием Костюкевичем. Стихи становились текстами песен, а сюжеты прозы – сценариями для настольных игр. Пятнадцать лет проработал на телевидении, автор и ведущий передач, посвящённых культуре («Книжкино», «Арт-объект», «Гений места», «Музпросвет»).
В 2023 году объявлен лауреатом премии «Мастера ужасов» в номинациях: «Лучший роман русскоязычного автора», «Лучший рассказ русскоязычного автора», «Лучшее издание для детей и подростков» и «Лучшая аудиокнига».
Регулярно выступает с лекциями о писательстве, хорроре и смежных жанрах. Относится к так называемой «тёмной волне»: сообществу русскоязычных хоррор-писателей, заявивших о себе в начале 2010-х годов. Живёт в Праге. В январе 2024 года дал развёрнутое интервью ТВ2.

## Творческая деятельность
Автор опубликованных романов «Скелеты», «Мухи», «Порча», «Клювы», «Пиковая дама», «Мокрый мир» (совместно с Дмитрием Костюкевичем), сборников поэзии «Письма из бутылки», «Нунчаки», «Осечка», «Татуировщик», «Культ», «Книжка», «Нежность», сборников рассказов «Призраки», «Психопомпы», «Век кошмаров» (совместно с Дмитрием Костюкевичем), «Голоса из подвала» (совместно с М. С. Парфёновым). Троекратный победитель сетевого литературного конкурса «Чёртова дюжина». Автор и соавтор сценариев и литературного текста для ряда компьютерных игр, визуальных новелл, короткометражных фильмов. Рассказы и стихи Кабира включены в антологии, выходившие в США, Украине, Ирландии, Франции, России, Израиле, Грузии, переводились на литовский, украинский, английский языки. Роман «Клювы» был выпущен сперва в Праге, затем в Москве, а в 2023 году переведён и издан на чешском языке.

### Избранная библиография
| Год  | Название              | Прим.  |
| ---- | --------------------- | ------ |
| 2012 | Чёрная Церковь        | [ 12 ] |
| 2014 | Классные рога, чувак! | [ 13 ] |
| 2016 | Багровая луна         | [ 14 ] |
| 2018 | Скелеты               | [ 15 ] |
| 2020 | Пиковая Дама          | [ 16 ] |
| 2021 | Мокрый мир            | [ 17 ] |
| 2021 | Мухи                  | [ 18 ] |
| 2021 | Голоса из подвала     | [ 19 ] |
| 2022 | Порча                 | [ 20 ] |
| 2022 | Клювы                 | [ 21 ] |

## Телепрограммы
Выходящая на телеканале ТРК «Рудана» передача «Книжкино».